# Château de Rosendal
Ne doit pas être confondu avec Palais de Rosendal.
Le château de Rosendal est un château suédois, situé dans la municipalité de Helsingborg, en Scanie au sud du pays.

## Source de la traduction
- (en) Cet article est partiellement ou en totalité issu de l’article de Wikipédia en anglais intitulé « Rosendal Castle » (voir la liste des auteurs).